# Tumba del Panadero
La Tumba del Panadero o Tumba de Eurísaco es como se conoce a la tumba de un ciudadano romano de la época imperial llamado Marco Virgilio Eurysaces, un liberto que seguramente logró hacer fortuna suministrando pan para la ración pública a mediados del siglo I a. C. La construcción se alza detrás de la Porta Maggiore en Roma.

## Origen
La tumba se construyó alrededor del 30 a. C. Tiene un podio de bloques de toba; la parte superior es de travertino sobre un núcleo de hormigón. 
La decoración elegida para la tumba hace alusión a la profesión del comitente, observándose sucesivos agujeros practicados en la fachada, semejando las bocas de un horno, así como un friso decorado con las diferentes fases de la cocción del pan.